# هازجة الغاب المصرية
هازجة الغاب المصرية تسمى أيضا هازجة القصب الصياحة (الاسم العلمي:  Acrocephalus stentoreus) (بالإنجليزية: Clamorous Reed Warbler)، هو طائر ينتمي إلى (فصيلة: Acrocephalidae).